# Burtnieki
Burtnieki (deutsch Burtneck) ist eine Ortschaft im Norden Lettlands am Südufer des Burtnieker Sees. 

## Geschichte

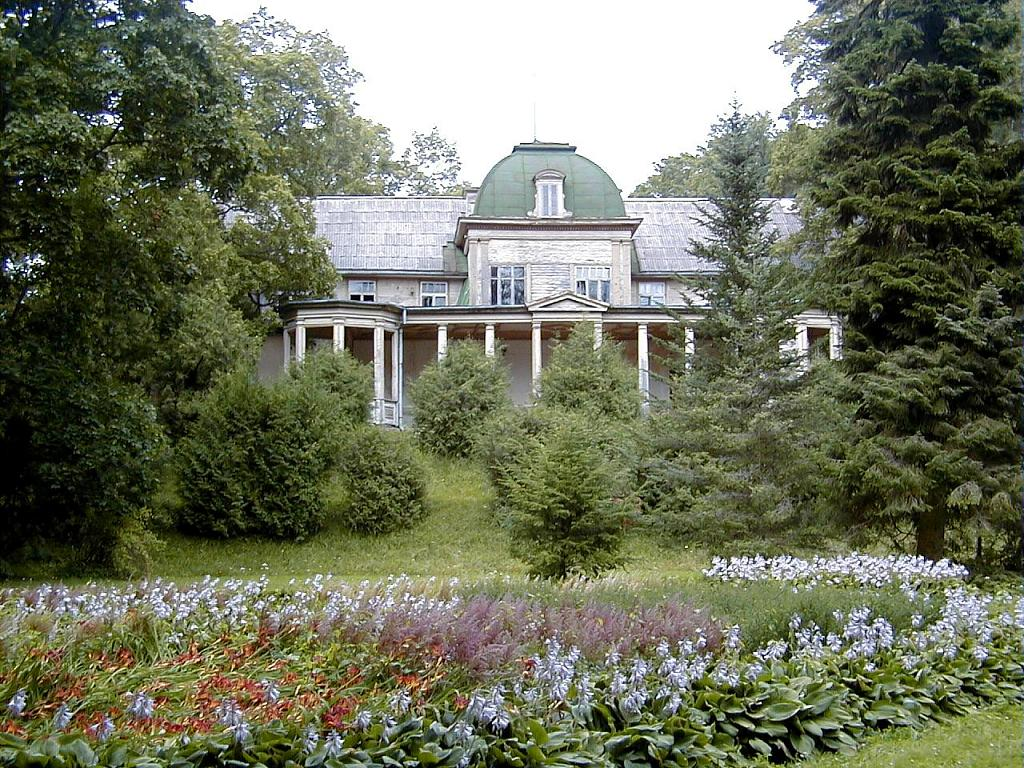
Herrenhaus in Burtnieki

Eine Burg Burtneck wurde 1357 erstmals schriftlich erwähnt und war viele Jahre lang Streitobjekt zwischen dem Bischof von Riga und dem livländischen Orden. Die heutige Ortschaft entstand um einen Gutshof (Burtneek), welcher 1622 an Axel Oxenstierna übergeben wurde. Im 19. Jahrhundert wurden die Mauerreste der Burg abgetragen.
2006 schlossen sich die Gemeinden Vecate und Matisi zusammen. 2009 kamen noch die Landgemeinden Burtnieki, Ēvele, Rencēni und Valmiera hinzu, womit der Bezirk Burtnieki (Burtnieku novads) entstand, der 2021 im Bezirk Valmiera aufging.